# 渋谷慧
渋谷 慧（しぶや さとい、11月3日 - ）は、日本の男性声優。埼玉県出身。東京俳優生活協同組合所属。

## 略歴
昔からアニメやゲームに興味があり、感動したことから声優業を目指したという。
シグマ・セブン付属養成所22期卒業後、2017年4月1日付けでシグマ・セブンeに所属。2023年8月1日付で東京俳優生活協同組合へ移籍。

## 人物
資格は剣道初段を持っている。趣味は温泉巡り、特技は剣道である。

## 出演
太字はメインキャラクター。

### テレビアニメ
2020年
- 戦翼のシグルドリーヴァ（通信、隊員、観光客、おまえらーず、通信士 他）
- 魔女の旅々（男B）

2021年
- SCARLET NEXUS（男B、信者）
- 小林さんちのメイドラゴンS（村人）

2022年
- 錆喰いビスコ（ニュースキャスター、斥候）
- 盾の勇者の成り上がり（魂人）
- アークナイツ（2022年 - 2025年、臨床工学士、イワン、レユニオン兵、スノーデビルD、近衛兵隊員） - 3シリーズ

2023年
- テクノロイド オーバーマインド（クロム、倫道閑祷）
- NieR:Automata Ver1.1a（レジスタンス）
- 弱虫ペダル LIMIT BREAK（観客）

2024年
- 道産子ギャルはなまらめんこい（係員）
- BEYBLADE X（2024年 - 2025年、記者、マネージャー）
- 魔導具師ダリヤはうつむかない（メッツェナ・グリーヴ）
- 最凶の支援職【話術士】である俺は世界最強クランを従える（コウガ父、部下A）

2025年
- ドラえもん（テレビ朝日版第2期）（大工）

### 劇場アニメ
- 映画 トロピカル〜ジュ!プリキュア 雪のプリンセスと奇跡の指輪!（2021年、手品師）
- デジモンアドベンチャー02 THE BEGINNING（2023年、ルイの父親）

### Webアニメ
- あんさんぶるスターズ!! 追憶セレクション『クロスロード』（2023年、流星隊A）
- どうすりゃいいんだ チョサクケン～ただしくチョサクブツをつかうために～（2024年、体育の先生、ヒナのパパ[7]）
- Duel Masters LOST 〜月下の死神〜（2024年、医者）

### ゲーム
- Food Fantasy -フードファンタジー-（2020年、ヤンシェズ・海苔）
- 天倫の桜 -佐倉市サムライRPG-（2020年、井野天心[8]）
- テクノロイド ユニゾンハート（2022年、クロム）
- 無期迷途（2023年、サイラス）
- 天使と悪魔と恋の宝石（2024年、ルイ・ファース）
- モンスターストライク（2024年、藤原定家[9]）

### 吹き替え
- インサイド・マン2（英語版）（ジョニー 他）

### デジタルコミック
- くちべた食堂（2022年、男性客、他[10]）
- 伯爵令嬢は犬猿の仲のエリート騎士と強制的につがいにさせられる（2024年、男子生徒A[11]）

### テレビドラマ
- 3年A組-今から皆さんは、人質です-（2019年、ガルムフェニックスの声、アナウンサーの声）

### ラジオ
※はインターネット配信。
- 月刊 新・男前通信2月号～月刊 渋谷慧（2023年、文化放送モバイルplus※）[12]

### その他コンテンツ
- 高崎市少年科学館プラネタリウム作品「銀河の渚で」（ナレーション）
- 【電撃文庫ボイスドラマ】『豚のレバーは加熱しろ』（2021年、豚[13]）

### シリーズ一覧
1. ↑  第1期『【黎明前奏/PRELUDE TO DAWN】』（2022年）、第2期『【冬隠帰路/PERISH IN FROST】』（2023年）、第3期『【焔燼曙明/RISE FROM EMBER】』（2025年）

### 初出話一覧
1. ↑  第23話初出
2. 1 2  第1話初出
3. 1 2  第7話初出
4. ↑  第9話初出
5. 1 2  第10話初出
6. ↑  第16話初出
7. ↑  第2話初出
8. 1 2  第12話初出
9. ↑  第39話初出
10. ↑  第43話初出
11. ↑  第3話初出
12. ↑  第6話初出
13. ↑  第777話初出